# Limnophora dichoptica
Limnophora dichoptica är en tvåvingeart som först beskrevs av Fritz Isidore van Emden 1951.  Limnophora dichoptica ingår i släktet Limnophora och familjen husflugor.
Artens utbredningsområde är Uganda. Inga underarter finns listade i Catalogue of Life.